# Micrasema kripanam
Micrasema kripanam är en nattsländeart som beskrevs av Schmid 1992. Micrasema kripanam ingår i släktet Micrasema och familjen bäcknattsländor. Inga underarter finns listade i Catalogue of Life.